# Gelbstreifenkantschil
Der Gelbstreifenkantschil (Moschiola kathygre) ist ein kaum erforschter Paarhufer aus der Gattung der Fleckenkantschile innerhalb der Familie der Hirschferkel. Er ist auf Sri Lanka endemisch und wurde erst 2005 wissenschaftlich beschrieben.

## Merkmale
Die Kopf-Rumpf-Länge beträgt 43 bis 51 Zentimeter, die Schwanzlänge 1 bis 3 Zentimeter. Das Gewicht ist nicht bekannt. Die Fellfarbe des Gelbstreifenkantschils ist viel intensiver und mehr ockerbraun als beim Ceylon-Kantschil oder beim Indien-Kantschil. Flecken und Streifen sind gelblich und nicht weiß. Entlang der Flanken sind mindestens zwei ziemlich vollständige Längsstreifen mit einer länglichen Fleckenreihe dazwischen und zwei Fleckenreihen darüber zu erkennen. Der obere Streifen umschließt die Schulter und verschmilzt mit den vorderen Querstreifen. Oberhalb der Hüfte sind zwei breite Streifen und ein dritter weiter unterhalb des Schwanzes. Die Hüfte ist dichter gefleckt als beim Ceylon-Kantschil und die Krone sowie die Nase sind weniger dunkel. An der Unterseite ist ein scharfer Kontrast zwischen einem weißen Mittelstreifen und der übrigen hellen Ockerfärbung zu erkennen. Die Unterschenkel der Hinterbeine sind dunkler als beim Ceylon-Kantschil.

## Verbreitung, Lebensraum und Lebensweise
Der Gelbstreifenkantschil bewohnt die Feuchtzonen Sri Lankas vom Sinharaja Forest Reserve, über die Tiefländer in der Umgebung von Colombo nördlich nach Katagamuwa bis zur Grenze der Trockenzone bei 6° 24' N, 81° 25' O und bis zum Hochland im Kandy Distrikt. Der Lebensraum sind Wälder und bewaldete Grasländer mit Seen und Flüssen. Offenbar kommen die Tiere aber auch in urbanen Buschwäldern und in den Reisterrassen vor. Vermutlich ist der Gelbstreifenkantschil in den Sekundärwäldern weiter verbreitet als im Primärwald. Auch in Gummiplantagen und Gärten wurde er schon beobachtet. Über seine Lebensweise ist nichts bekannt.

## Status
Die IUCN klassifiziert den Gelbstreifenkantschil als „nicht gefährdet“ (least concern). Die Größe seines Verbreitungsgebietes wird auf 15.000 km² geschätzt, wobei die Fläche des verfügbaren Lebensraumes vermutlich nur 1.500 km² ausmacht. Auf der Basis dieser Schätzungen wäre wahrscheinlich eine Hochstufung in die Kategorie „gefährdet“ (vulnerable) möglich. Auch wenn die Art häufig mit Schusswaffen gejagt wird, gibt es keine Anzeichen dafür, dass die Bestandszahlen beständig sinken.